# Anna Pruská (1836–1918)
Princezna Marie Anna Frederika Pruská (německy: Maria Anna Friederike von Preußen; 17. května 1836, Berlín – 12. června 1918, Frankfurt nad Mohanem) byla pruská princezna a hesenská lankraběnka. Obvykle se jí říkalo Anna.

## Život
Anna se narodila jako nejmladší ze tří dětí pruského prince Karla a princezny Marie Sasko-Výmarsko-Eisenašské.
Jako krásná mladá princezna byla Anna u dvora předmětem velké pozornosti. V zimě 1852 se s ní v Berlíně setkal mladý rakouský císař František Josef I., zamiloval se do ní a chtěl se ucházet o její ruku. Jeho matka, rakouská arcivévodkyně Žofie, napsala své sestře, pruské královně Alžbětě: "štěstí, které se mu ukázalo jako prchavý sen a zapůsobilo na jeho srdce je – bohužel – mnohem silnější a hlubší, než jsem si původně myslela". Anna však byla v té době již zasnoubená a jako komplikace navíc byly mezi pruskými státníky silné pocity proti spojenectví s Rakouskem. František Josef se zeptal své matky, "zda existuje nějaká naděje, že by se tomuto smutnému sňatku, který vnucují této okouzlující Anně a který jí nenechává žádnou vyhlídku na štěstí, dalo zabránit", ale bez úspěchu. Žofie předpověděla, že Annino manželství s jejím snoubencem Fridrichem Vilémem Hesensko-Kasselským bude nešťastné, což se ukázalo jako pravdivé.

## Manželství a potomci
26. května 1853 se sedmnáctiletá princezna Anna na zámku Charlottenburg v Berlíně provdala za o šestnáct let staršího Fridricha Viléma Hesensko-Kasselského. Anna se stala jeho druhou manželkou, Fridrich Vilém měl za sebou traumatickou smrt své milované první ženy Alexandry Nikolajevny Romanovové při porodu. Z této ztráty, kterou utrpěl necelý rok po svatbě s Alexandrou, se nikdy nevzpamatoval. Jak předpovídala arcivévodkyně Žofie, Fridrichův vztah s Annou byl zdvořilý, ale citově vzdálený. Manželé však spolu měli šest dětí:
- Fridrich Vilém III. Hesenský (15. října 1854 – 14. října 1888), titulární hesensko-kasselský lankrabě, neoženil se a neměl potomky
- Alžběta Hesensko-Kasselská (13. června 1861 – 7. června 1955), ⚭ 1883 Leopold Anhaltský (18. července 1855 – 2. února 1886), dědičný anhaltský princ
- Alexandr Fridrich Hesenský (25. ledna 1863 – 26. března 1945), ⚭ 1925 baronka Gisela Stockhorner von Starheim (17. ledna 1884 – 22. června 1965)
- Fridrich Karel Hesenský (1. května 1868 – 28. května 1940), finský král (říjen až prosinec 1918), ⚭ 1893 Markéta Pruská (22. dubna 1872 – 22. ledna 1954)
- Marie Polyxena Hesenská (29. dubna 1872 – 16. srpna 1882)
- Sibyla Markéta Hesenská (3. června 1877 – 11. února 1953), ⚭ 1898 Friedrich Alexander Henry Robert Carl Albert, Baron von Vincke (24. července 1867 – 31. prosince 1925), rozvedli se v roce 1923

## Hodnocení
Dcera britské královny Viktorie, budoucí německá císařovna Viktorie, o Anně napsala:
"...[ona] je velmi hezká, má nejúžasnější postavu, jakou jste kdy viděla, ale její styl se mi moc nelíbí, její šaty jsou mnohem plnější než císařovny a jsou tak nevkusné, že to nesnesu; a nerada vidím princezny tančit se všemi kolem..."
Anna však také byla vysoce inteligentní žena, která předsedala dvornímu salonu vynikajících umělců a hudebníků, mezi které patřili Johannes Brahms, Clara Schumannová, Anton Rubinstein a Julius Stockhausen. Ona sama byla klasicky vyškolenou klavíristkou velkého talentu a schopností, studovala pod Theodorem Kullakem. Brahms jí v roce 1865 věnoval svůj klavírní kvintet.
V roce 1901 konvertovala ke katolictví, což bylo pro hesenskou lankraběnku nezvyklé a způsobila tím politické komplikace. Anna byla předmětem jedné z nejznámějších maleb Franze Xavera Winterhaltera, na které je zobrazena v širokých šatech z tylu přes růžové hedvábí.

## Úmrtí a pohřeb
Anna zemřela 12. června 1918 ve věku 82 let ve Frankfurtu. Pohřbena byla v katedrále ve Fuldě, před oltářem Svaté Anny.

## Vývod z předků
|             |                                          |  |                                             |                                                            |  |  |  |  |  |  |  | August Vilém Pruský |
|             |                                          |  |                                             |                                                            |  |  |  |  |  |  |  |                     |
|             | Fridrich Vilém II.                       |  |                                             |                                                            |  |  |  |  |  |  |  |                     |
|             |                                          |  |                                             |                                                            |  |  |  |  |  |  |  |                     |
|             |                                          |  |                                             | Luisa Amálie Brunšvicko-Wolfenbüttelská                    |  |  |  |  |  |  |  |                     |
|             |                                          |  |                                             |                                                            |  |  |  |  |  |  |  |                     |
|             | Fridrich Vilém III.                      |  |                                             |                                                            |  |  |  |  |  |  |  |                     |
|             |                                          |  |                                             |                                                            |  |  |  |  |  |  |  |                     |
|             |                                          |  |                                             | Ludvík IX. Hesensko-Darmstadtský                           |  |  |  |  |  |  |  |                     |
|             |                                          |  |                                             |                                                            |  |  |  |  |  |  |  |                     |
|             | Frederika Luisa Hesensko-Darmstadtská    |  |                                             |                                                            |  |  |  |  |  |  |  |                     |
|             |                                          |  |                                             |                                                            |  |  |  |  |  |  |  |                     |
|             |                                          |  |                                             | Karolína Falcko-Zweibrückenská                             |  |  |  |  |  |  |  |                     |
|             |                                          |  |                                             |                                                            |  |  |  |  |  |  |  |                     |
|             | Karel Pruský                             |  |                                             |                                                            |  |  |  |  |  |  |  |                     |
|             |                                          |  |                                             |                                                            |  |  |  |  |  |  |  |                     |
|             |                                          |  |                                             | Karel Ludvík Fridrich Meklenbursko-Střelický               |  |  |  |  |  |  |  |                     |
|             |                                          |  |                                             |                                                            |  |  |  |  |  |  |  |                     |
|             | Karel II. Meklenbursko-Střelický         |  |                                             |                                                            |  |  |  |  |  |  |  |                     |
|             |                                          |  |                                             |                                                            |  |  |  |  |  |  |  |                     |
|             |                                          |  |                                             | Alžběta Sasko-Hildburghausenská                            |  |  |  |  |  |  |  |                     |
|             |                                          |  |                                             |                                                            |  |  |  |  |  |  |  |                     |
|             | Luisa Meklenbursko-Střelická             |  |                                             |                                                            |  |  |  |  |  |  |  |                     |
|             |                                          |  |                                             |                                                            |  |  |  |  |  |  |  |                     |
|             |                                          |  |                                             | Jiří Vilém Hesensko-Darmstadtský                           |  |  |  |  |  |  |  |                     |
|             |                                          |  |                                             |                                                            |  |  |  |  |  |  |  |                     |
|             | Frederika Hesensko-Darmstadtská          |  |                                             |                                                            |  |  |  |  |  |  |  |                     |
|             |                                          |  |                                             |                                                            |  |  |  |  |  |  |  |                     |
|             |                                          |  |                                             | Marie Luisa Albertina Leiningensko-Falkenbursko-Dagsburská |  |  |  |  |  |  |  |                     |
|             |                                          |  |                                             |                                                            |  |  |  |  |  |  |  |                     |
| Anna Pruská |                                          |  |                                             |                                                            |  |  |  |  |  |  |  |                     |
|             |                                          |  |                                             |                                                            |  |  |  |  |  |  |  |                     |
|             |                                          |  | Arnošt August II. Sasko-Výmarsko-Eisenašský |                                                            |  |  |  |  |  |  |  |                     |
|             |                                          |  |                                             |                                                            |  |  |  |  |  |  |  |                     |
|             | Karel August Sasko-Výmarsko-Eisenašský   |  |                                             |                                                            |  |  |  |  |  |  |  |                     |
|             |                                          |  |                                             |                                                            |  |  |  |  |  |  |  |                     |
|             |                                          |  |                                             | Anna Amálie Brunšvicko-Wolfenbüttelská                     |  |  |  |  |  |  |  |                     |
|             |                                          |  |                                             |                                                            |  |  |  |  |  |  |  |                     |
|             | Karel Fridrich Sasko-Výmarsko-Eisenašský |  |                                             |                                                            |  |  |  |  |  |  |  |                     |
|             |                                          |  |                                             |                                                            |  |  |  |  |  |  |  |                     |
|             |                                          |  |                                             | Ludvík IX. Hesensko-Darmstadtský                           |  |  |  |  |  |  |  |                     |
|             |                                          |  |                                             |                                                            |  |  |  |  |  |  |  |                     |
|             | Luisa Hesensko-Darmstadtská              |  |                                             |                                                            |  |  |  |  |  |  |  |                     |
|             |                                          |  |                                             |                                                            |  |  |  |  |  |  |  |                     |
|             |                                          |  |                                             | Karolína Falcko-Zweibrückenská                             |  |  |  |  |  |  |  |                     |
|             |                                          |  |                                             |                                                            |  |  |  |  |  |  |  |                     |
|             | Marie Sasko-Výmarsko-Eisenašská          |  |                                             |                                                            |  |  |  |  |  |  |  |                     |
|             |                                          |  |                                             |                                                            |  |  |  |  |  |  |  |                     |
|             |                                          |  |                                             | Petr III. Ruský                                            |  |  |  |  |  |  |  |                     |
|             |                                          |  |                                             |                                                            |  |  |  |  |  |  |  |                     |
|             | Pavel I. Ruský                           |  |                                             |                                                            |  |  |  |  |  |  |  |                     |
|             |                                          |  |                                             |                                                            |  |  |  |  |  |  |  |                     |
|             |                                          |  |                                             | Kateřina II. Veliká                                        |  |  |  |  |  |  |  |                     |
|             |                                          |  |                                             |                                                            |  |  |  |  |  |  |  |                     |
|             | Marie Pavlovna Romanovová                |  |                                             |                                                            |  |  |  |  |  |  |  |                     |
|             |                                          |  |                                             |                                                            |  |  |  |  |  |  |  |                     |
|             |                                          |  |                                             | Fridrich II. Evžen Württemberský                           |  |  |  |  |  |  |  |                     |
|             |                                          |  |                                             |                                                            |  |  |  |  |  |  |  |                     |
|             | Žofie Dorota Württemberská               |  |                                             |                                                            |  |  |  |  |  |  |  |                     |
|             |                                          |  |                                             |                                                            |  |  |  |  |  |  |  |                     |
|             |                                          |  |                                             | Bedřiška Braniborsko-Schwedtská                            |  |  |  |  |  |  |  |                     |
|             |                                          |  |                                             |                                                            |  |  |  |  |  |  |  |                     |